# Edykt wormacki

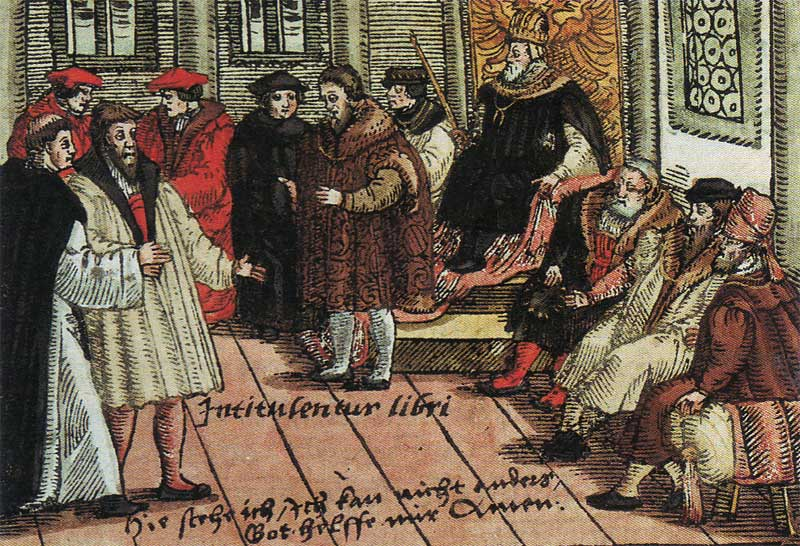
Marcin Luter na sejmie w Wormacji, drzeworyt z 1557

Edykt wormacki – dokument skierowany przeciw Marcinowi Lutrowi i jego zwolennikom, podpisany i ogłoszony przez cesarza Karola V w katedrze wormackiej 26 maja 1521 roku. 
Na podstawie edyktu spalono pisma Lutra i jego zwolenników oraz zakazano drukowania książek w całej Rzeszy bez cenzury wydanej przez biskupa. Luter i jego zwolennicy skazani zostali na banicję.
W 1524 roku w Ratyzbonie (niem. Regensburg) powstał związek południowych stanów katolickich z udziałem brata cesarza, Ferdynanda Austriackiego, książąt bawarskich i biskupów z południa Niemiec. Głównym celem związku była realizacja edyktu wormackiego, tj. pozbycie się zwolenników nauk Lutra ze stanów Rzeszy niemieckiej.